# لورانس ماريرو
لورانس ماريرو (بالإنجليزية: Lawrence Marrero)‏ هو عازف بانجو أمريكي، ولد في 24 أكتوبر 1900 في نيو أورلينز في الولايات المتحدة، وتوفي بنفس المكان في 5 يونيو 1959.

## وصلات خارجية
- لورانس ماريرو على موقع ميوزك برينز (الإنجليزية)
- لورانس ماريرو على موقع أول ميوزيك (الإنجليزية)
- لورانس ماريرو على موقع ديسكوغز (الإنجليزية)